# Liudmila Konoválova
Liudmila Lvovna Konoválova (Людмила Львовна Коновалова; n. 1984) es una bailarina de ballet rusa. Bailó en importantes compañías del mundo, como los Ballet Estatales de Rusia, Berlín y Viena, en este último donde es actualmente la prima ballerina.

## Carrera
Su madre era aficionada al ballet, y llevó a su hija a las audiciones para ingresar a la escuela de danza del Teatro Bolshói, donde es aceptada y se gradúa en el año 2002. Comenzó su carrera bailando en el Ballet Estatal de Rusia, donde tuvo papeles principales, como el Cisne Negro en El lago de los cisnes. A comienzos del 2007, bailó en el Ballet Estatal de Berlín bajo la dirección de Vladimir Malakhov. Pasó luego al Ballet Estatal de Viena, convirtiéndose en prima ballerina en 2011. En 2012 tuvo el papel protagónico de Clara en la puesta de la Ópera de Viena de El cascanueces en la versión de Rudolf Nureyev, además de muchos otros papeles, y continúa siendo prima ballerina de esa compañía. A lo largo de su carrera, realizó giras como bailarina principal en teatros de Europa, Norteamérica, Sudamérica y Asia. También fue bailarina invitada en el Ballet de l`Opera National de Bordeau, el Slovenské Národné Divadlo, el Teatro dell´Opera di Roma, y el Ballet de Tokio. rec

## Premios y reconocimientos
- 2004 - Tercer premio en la competición “Young Russian Ballet” en Krasnodar
- 2006 - Premio especial en la competición de Ballet Serge Lifar en Kiev
- Segundo lugar en la Competición internacional de Ballet KIBC en Seúl
- 2007 - Primer premio en el Concurso ÖTR en Viena
- 2007 - Primer premio en la Competición de Ballet Competition "Premio Roma"

## Obra de arte
En el año 2013, el artista Luis Casanova Sorolla creó una serie de pinturas consistentes en impresiones de las huellas de los pies de Konovalova, entre ellas Signapura 2013.